# Dzīvotājs
Dzīvotājs – szósty i ostatni album studyjny łotewskiego zespołu Jauns Mēness, wydany w październiku 1998 roku, zawierający 10 piosenek po łotewsku. Następnego roku grupa przestała działać, a wokalista, Ainars Mielavs, rozpoczął solową karierę.

## Lista utworów
1. "Pajautā man" - 4:05
2. "Divas sirdis" - 3:35
3. "Tuvu, tālu" - 3:52
4. "Atkal" - 3:51
5. "Brīvības adrenalīns" - 4:03
6. "Izdevību veikals" - 3:55
7. "Ceļš" - 1:11
8. ""Jā" un "nē"" - 3:38
9. "Ripo nauda Daugavā" - 3:39
10. "Zem varavīksnes tilta" - 2:21